# Sysco
Pour les articles ayant des titres homophones, voir Sisco (homonymie) et Cisco (homonymie).
Sysco est une entreprise américaine de distribution alimentaire basée à Houston au Texas.

## Histoire
En décembre 2013, Sysco annonce son souhait d'acquérir pour 3,5 milliards de dollars l'entreprise américaine US Foods à des fonds d'investissements (Clayton, Dubilier & Rice et KKR), en plus de prendre à sa charge la dette de l'entreprise de 4,7 milliards de dollars.
En juin 2015, après l'opposition des autorités américaines de la concurrence l'acquisition de US Foods est annulée. En dédommagement, Sysco octroie 300 millions de dollars de compensation à US Foods dans le cadre des accords qui les liaient au cours de cette acquisition.
En février 2016, Sysco annonce l'acquisition de Brake Bros, entreprise de distribution alimentaire présente en Europe, à Bain Capital pour 3,1 milliards de dollars.